# Robert Folger Thorne
Robert Folger Thorne (New Jersey, 1920 — 2015) foi um botânico norte-americano.

## Biografia
É o autor da classificação de Thorne, uma das grandes classificações clássicas das plantas floríferas (Angiospermas) em 1992, seguidamente em 2000.

## Obras
- Com Earl W. Lathrop: Flora of the Santa Ana Mountains
- Com Earl W. Lathrop: Flora of the Santa Rosa Plateau
- Com James Henrickson und Barry A. Prigge: Flora of the Higher Ranges of the Eastern Mojave
- Flora of Santa Catalina Island
- Classification and geography of flowering plants, in: Botanical Review 58: 225–348, 1992
- An updated phylogenetic classification of the flowering plants, in: Aliso 13: 365–389, 1992
- The classification and geography of the flowering plants: dicotyledons of the class Angiospermae, in: Botanical Review 66: 441–647, 2000